# Germania Hauenhorst
Germania Hauenhorst (offiziell: Sportverein Germania Hauenhorst 1930 e. V.) ist ein Sportverein aus Rheine im Kreis Steinfurt. Die erste Fußballmannschaft der Frauen spielte in der Saison 2012/13 sowie von 2016 bis 2019 in der drittklassigen Regionalliga West.

## Geschichte
Der Verein wurde am 23. Februar 1930 als DJK Germania Hauenhorst gegründet. Mit der Auflösung des katholischen DJK-Sportverbandes im Jahre 1934 wurde die Germania aufgelöst. Die Neugründung unter dem heutigen Namen erfolgte am 19. Dezember 1948. Heimspielstätte ist das Waldparkstadion. Neben Fußball bietet der Verein die Sportarten Tischtennis, Turnen und Volleyball an.

### Frauenfußball
Die heutige Frauenfußballabteilung wurde im Jahre 2006 ins Leben gerufen, als sich acht Spielerinnen des ehemaligen Bundesligisten FFC Heike Rheine der Germania anschlossen. Zwar gab es zuvor schon eine Mannschaft, über die jedoch keine Informationen vorliegen. In den ersten beiden Spielzeiten stieg die Mannschaft jeweils auf und erreichte im Jahre 2008 die Landesliga. Zwei Jahre später gelang der Sprung in die Westfalenliga. Im Jahre 2012 erreichte die Mannschaft das Endspiel des Westfalenpokals, welches gegen die Sportfreunde Siegen mit 2:3 verloren ging. Im gleichen Jahr gelang der Aufstieg in die Regionalliga West.
Im Sommer 2012 löste Anja Siegers, einst Bundesligaspielerin beim FC Eintracht bzw. FFC Heike Rheine, den bisherigen Trainer Ralf Spanier ab. Durch eine 0:1-Niederlage am letzten Spieltag der Regionalligasaison 2012/13 gegen den GSV Moers stieg die Germania aufgrund der schlechteren Tordifferenz gegenüber der zweiten Mannschaft der SGS Essen wieder ab. In der Saison 2013/14 wurde der Wiederaufstieg verpasst. Dafür gewann die Germania durch einen 6:0-Sieg über den SV Waldesrand Linden zum zweiten Mal den Westfalenpokal. In der ersten Runde des DFB-Pokals 2014/15 sorgte die Mannschaft durch einen 1:0-Sieg über den Zweitligisten 1. FC Union Berlin für eine Überraschung und verlor in der zweiten Runde gegen den 1. FFC Turbine Potsdam mit 0:8.
Im Jahre 2016 gelang der Wiederaufstieg in die Regionalliga, während das Endspiel um den Westfalenpokal gegen die DJK Arminia Ibbenbüren mit 0:1 verloren wurde. Der Klassenerhalt gelang am letzten Spieltag durch einen 5:1-Sieg über die zweite Mannschaft der SGS Essen, während der direkte Konkurrekt Borussia Mönchengladbach II gleichzeitig gegen die zweite Mannschaft des MSV Duisburg verlor. 2018 erreichte die Germania erneut das Endspiel um den Westfalenpokal, wo das Team jedoch mit 0:2 gegen die DJK-VfL Billerbeck verlor. Ein Jahr später stiegen die Hauenhorsterinnen in die Westfalenliga ab.
Bekannteste Spielerin von Germania Hauenhorst ist Kerstin Stegemann. Sie spielte 191 Mal für die deutsche Nationalmannschaft und wurde zweimal Welt- und viermal Europameisterin. Im Endspiel des Westfalenpokals 2012 gab Stegemann, die ihre Karriere eigentlich schon beendet hatte, ein Comeback im Trikot der Germania.

### Männerfußball
Die Männer von Germania Hauenhorst spielen seit dem Abstieg im Jahre 2010 in der Kreisliga A des Fußball-Kreises Steinfurt. In den Jahren 1980, 1987, 2008 und 2010 gelangen Aufstiege in die Bezirksliga. Nach einem weiteren zwischenzeitlichen Abstieg gelang im Jahre 2016 der fünfte Aufstieg in die Bezirksliga, bevor es zwei Jahre später wieder in die Kreisliga A hinunterging. 2019 gelang der sofortige Wiederaufstieg in die Bezirksliga, dem drei Jahre später der Abstieg in die Kreisliga A folgte. Im Jahre 2025 stieg die Germania wieder in die Bezirksliga auf.

## Persönlichkeiten
- Thomalina Adams
- Romina Burgheim
- Uerikondjera Kasaona
- Lena Noreses
- Kerstin Stegemann